# Wolfango Montes
José Wolfango Montes Vanucci (Santa Cruz de la Sierra, 1951) es un escritor y psiquiatra boliviano. Su obra más reconocida es la novela Jonás y la ballena rosada, posteriormente adaptada al cine, que lo hizo acreedor del Premio Casa de las Américas en 1987 y que en la actualidad es considerada una de las obras fundamentales de la literatura boliviana.

## Biografía
Montes nació en la ciudad de Santa Cruz de la Sierra, al  en 1951. Estudió la carrera de medicina en la Universidad Mayor Real y Pontificia de San Francisco Xavier de Chuquisaca (UMSFX). Una vez concluida su carrera, realizó un posgrado en psiquiatría brindado por la Universidad Federal de Pelotas en Brasil. El año 1987 recibió el Premio ‘Casa de las Américas’ por la novela Jonás y la ballena rosada.
Montes reside en Brasil,  desde la década de 1980, en este país ejerce la profesión de psiquiatra.

### Jonás y la ballena rosada
Su novela Jonás y la ballena rosada retrata un periodo de la historia de Bolivia post dictaduras, y presenta una visión de la sociedad cruceña durante el proceso de transformación de la ciudad en metrópoli, igualmente señala temas del momento como el narcotráfico. La académica Mónica Velásquez también apunta a la importancia de la obra de Montes por su inclusión de temas eróticos que fueron tímidamente incluidos en la narrativa boliviana, además de manejo del humor en la escasa tradición de este recurso en las letras bolivianas.
La adaptación cinematográfica homónima fue estrenada en 1995.

## Obra
Su obra se ha desarrollado en el género narrativo de la novela. 
- Lejos del amanecer (1984)

- El gorrión desplumado (1985)

- Jonás y la Ballena Rosada (1987)
- Pateando la luna (1987)
- El instante oscuro (1988)
- El bolero del perdedor (1990)
- Ese indiscreto código de los amantes (1992)
- Trópicos de corrupción (1993)
- Nosotros los inocentes (1996)
- Sagrada arrogancia (1998)
- Daimon o tratado de las almas perdidas (2001)
- Desnúdese al desnudo (2004)
- ¡Bolivia, adiós! (2006)
- Los aymaras están llegando (2007)
- ¡La Habana nunca más! (2008)
- Los faroleros (2014)
- El cielo de los Herejes (2024)[2]